# Rolf Martin Landerl
Rolf Martin Landerl (* 24. Oktober 1975 in Wien) ist ein ehemaliger österreichisch-finnischer Fußballspieler und heutiger -trainer.

## Karriere als Spieler

### Im Verein
Rolf Martin Landerl wurde am 24. Oktober 1975 als Sohn eines Österreichers und einer Finnin in Wien geboren und ist österreichisch-finnischer Doppelstaatsbürger. Der Fußballglobetrotter begann seine Karriere in der Jugend des SK Rapid Wien, ehe er über die Kärntner Vereine SV Wernberg, SV Viktoria Viktring, FC Mölltal und SK Austria Klagenfurt zum damaligen Wiener Stadtligisten SR Donaufeld Wien wechselte. 
1995 ging er erstmals ins Ausland und wechselte in die slowakische Hauptstadt zu Inter Bratislava, wo er bis 1997 in der ersten slowakischen Liga zum Einsatz kam. Der Transfer nach Bratislava kam eher zufällig zustande. Landerl sah in Österreich keine Möglichkeit, Profifußball zu spielen. Dadurch entschied er sich für ein Auslandsstudium in der Slowakei. Nach einem Probetraining bei Inter konnte er aber überzeugen und erhielt einen Vertrag. Landerl wurde in Bratislava unter anderem vom späteren ÖFB-Teamchef, Karel Brückner trainiert. Unter Brückner konnte er in der Saison 1995/96 den Gewinn des slowakischen Fußballpokals feiern. In seinem letzten Jahr bei Bratislava gelangen ihm 10 Tore in 26 Spielen, und prompt wurde man in Holland auf ihn aufmerksam.
1997 folgte der Wechsel zu AZ Alkmaar in die Niederlande. Mit Alkmaar schaffte er 1997/98 den Aufstieg in die Ehrendivision, verletzte sich aber und verpasste den Anschluss. Daraufhin wechselte der Wiener im Jahr 1999 zu Fortuna Sittard und 2002 weiter zum FC Groningen, wo er bis 2004 unter Vertrag stand.
Nach guten Leistungen in Groningen, reichte es zu Beginn der Saison 2004/05 für einen Wechsel ins Fußball-EM-Gastgeberland zum FC Penafiel in der portugiesischen SuperLig. Bei Penafiel bildete er ein Offensivgespann mit der FC-Porto-Legende Ljubinko Drulović. 
Anfang der Saison 2005/06 zog es den Wandervogel wieder in die Nähe seiner österreichischen Heimat, er spielte kurzzeitig für den FC Sopron in Ungarn. Neben Luigi Sartor und Giuseppe Signori war Landerl der dritte namhafte Legionär, den die ambitionierten Ungarn in dieser Saison verpflichteten. 
Im Jänner 2006 kehrte Landerl nach Österreich zurück, vorerst zum VfB Admira Wacker Mödling. Nach dem Abstieg der Admira in der Saison 2005/06 wurde er in der Sommerpause 2006 vom Grazer AK verpflichtet. Durch den Konkurs des GAK im Jahr 2007, wechselte er für die Saison 2007/08 zur Admira zurück, die aber zwischenzeitlich in die Regionalliga-Ost abgestiegen war. 
Im Sommer 2008 wechselte er wieder in die erste Slowakische Liga zu DAC Dunajská Streda und erzielte bereits im ersten Meisterschaftsspiel gegen Spartak Trnava ein Tor. Zum Ende der Hinserie wurde ihm von Trainer Werner Lorant aber immer mehr das Vertrauen entzogen, und so fand er sich teilweise auch in der zweiten Mannschaft von Dunajská wieder. Daraufhin löste er im Winter seinen Vertrag nach 8 Einsätzen und einem Torerfolg auf. 
In Folge wechselte er im Frühjahr 2009 zurück nach Österreich zum ASK Schwadorf in die 2. Landesliga Ost. 
Am 2. Juni 2009 gab er abermals einen Wechsel ins Ausland in die deutsche Regionalliga Nord zum VfB Lübeck bekannt. Dort sollte er den zurückgetretenen Dietmar Hirsch als Führungsspieler ersetzen. Nach 2 Jahren verließ er den VfB Lübeck am 30. Juni 2011 und spielte ab der Saison 2011/12 beim SV St. Margarethen in der Burgenlandliga.

### In der Nationalmannschaft
Im Spiel gegen Deutschland, das am 18. Februar 2002 in Leverkusen stattfand und mit einem 6:2-Sieg für die Gastgeber endete, kam Landerl zu seinem einzigen Einsatz für die Österreichische Fußballnationalmannschaft. 
Der Wiener verletzte sich bei einem Zweikampf mit Sebastian Deisler an der Schulter. Für Deisler hatte dieser Zweikampf jedoch die schwerwiegenderen Folgen, da er auf Grund der schweren Knieverletzung, die er sich bei diesem Zwischenfall zuzog, nicht an der Fußball-Weltmeisterschaft 2002 teilnehmen konnte.

## Karriere als Trainer
Landerl ist seit März 2008 im Besitz der ÖFB-D-Trainerlizenz; im November 2010 folgte die UEFA-B-Lizenz. Nachdem er im Sommer 2012 die UEFA-A-Lizenz erhalten hatte, erreichte er im November 2015 mit der UEFA-Pro-Lizenz die höchstmögliche Trainerlizenz, die im europäischen Fußball vergeben wird.
In der Saison 2011/12 war Landerl neben seiner Tätigkeit als Spieler beim SV St. Margarethen als Individualtrainer in der Akademie Admira Wacker Mödling tätig. Ende November 2012 übernahm er das Team des SV St. Margarethen als Spielertrainer.
Zur Saison 2013/14 übernahm er die in der drittklassigen Regionalliga Ost spielende zweite Mannschaft des FC Admira Wacker Mödling als Cheftrainer. Im August 2014 begann er die Ausbildung zur UEFA-PRO-Lizenz, die er im November 2015 erfolgreich abschloss.
Zur Saison 2016/17 übernahm Landerl die Regionalligamannschaft des VfB Lübeck. Er erhielt einen bis zum 30. Juni 2018 datierten Zweijahresvertrag. Unter ihm belegte der VfB in den folgenden Spielzeiten stets Plätze unter den besten Vier, wobei in der Saison 2018/19 mit drei Punkten auf den VfL Wolfsburg II knapp die Meisterschaft verpasst wurde. Mitte April 2020 wurde der mittlerweile bis Juni desselben Jahres gültige Vertrag des Österreichers um ein weiteres Jahr verlängert. Die Saison 2019/20 wurde aufgrund der COVID-19-Pandemie im März unter- und später abgebrochen. Der VfB Lübeck stand zu diesem Zeitpunkt nach 25 Spielen auf dem 1. Platz und wurde zum Meister sowie zum Aufsteiger in die 3. Liga erklärt, da die Nord-Staffel in dieser Saison den Direktaufsteiger stellte. Nachdem der VfB Lübeck in der Saison 2020/21 direkt wieder abgestiegen war, verließ der Österreicher den Verein nach fünf Jahren.
Zur Saison 2021/22 kehrte er nach Österreich zurück und übernahm den Trainerposten beim Zweitligisten SV Horn. In der Saison 2021/22 belegte er mit Horn den 13. Rang. In die Saison 2022/23 startete das Team von Landerl überragend und belegte nach neun Spieltagen den zweiten Tabellenrang. Nach internen Problemen trennte sich Horn allerdings Mitte September 2022 vom gesamten Trainerstab.
Im November 2022 übernahm er dann den Ligakonkurrenten Admira Wacker Mödling als Cheftrainer, bei dem er zuvor bereits mehrmals als Spieler und Trainer der Amateure tätig gewesen war. In acht Partien als Trainer der Admira holte er mit dem Team aber nur fünf Punkte, woraufhin er im April 2023 freigestellt wurde. Der Klub befand sich zu jenem Zeitpunkt nur noch einen Punkt von den Abstiegsrängen.
Im Sommer 2024 wurde Landerl als neuer Trainer der in der viertklassigen Kärntner Liga spielenden zweiten Mannschaft des Bundesligisten SK Austria Klagenfurt vorgestellt. Bis Ende April 2025 war er in dieser Funktion tätig, ehe er nach der Freistellung von Peter Pacult dem neuen Trainer Carsten Jancker als Co-Trainer zur Seite gestellt wurde. Unter Janckers Führung stieg Klagenfurt aber aus der Bundesliga ab. Zur Saison 2025/26 übernahm anschließend Landerl den Neo-Zweitligisten als Cheftrainer.

## Erfolge
Als Spieler
- Slowakischer Pokalsieger: 1995

Als Trainer
- Aufstieg in die 3. Liga: 2020
- Meister der Regionalliga Nord: 2020